# Seebschütz
Seebschütz ist ein Ortsteil der sächsischen Gemeinde Diera-Zehren im Landkreis Meißen. Er wurde am 1. November 1935 nach Zehren eingemeindet, mit dem der Ort am 1. Januar 1999 zur Gemeinde Diera-Zehren kam.

## Geographie

### Geographische Lage und Verkehr
Seebschütz liegt in der Lommatzscher Pflege, links der Elbe. Etwas nördlich verläuft die Bundesstraße 6 von Meißen Richtung Riesa. Seebschütz liegt im südlichen Teil der Gemeinde Diera-Zehren, etwa zwei Kilometer südlich von Zehren entfernt.

### Nachbarorte
| Seilitz | Zehren                                      | Mischwitz |
| Pröda   | Kompassrose, die auf Nachbargemeinden zeigt |           |
|         | Sieglitz                                    | Jesseritz |

## Geschichte
Der Bauernweiler auf Block- und Streifenflur Seebschütz wurde 1334 erstmals als Sevschicz, abgeleitet von dem altsorbischen Namen Sebis, erwähnt. Die Grundherrschaft über den Ort übte um 1547 das Rittergut Ragewitz, um 1551 das Vorwerk Schieritz und ab 1696 das Rittergut Niederjahna aus.
Seebschütz gehörte bis ins 19. Jahrhundert zum kursächsischen bzw. königlich-sächsischen Erbamt Meißen. Bei den im 19. Jahrhundert im Königreich Sachsen durchgeführten Verwaltungsreformen wurden die Ämter aufgelöst. Dadurch kam Seebschütz im Jahr 1856 unter die Verwaltung des Gerichtsamts Meißen und 1875 an die neu gegründete Amtshauptmannschaft Meißen. Im Jahr 1900 betrug die Größe der Gemarkung 166 Hektar. Der Ort war nach Zehren gepfarrt und gehört heute zur dortigen Kirchgemeinde. Von 58 Einwohnern im Jahr 1925 waren 55 evangelisch-lutherisch und drei katholisch.
Am 1. November 1935 wurde Seebschütz nach Zehren eingemeindet. Durch die Kreisreform 1952 wurde der Ort Teil des Kreises Meißen im Bezirk Dresden, der sich in der Nachwendezeit mehrmals vergrößerte. Anfang der 1990er Jahre eröffnete ein Milchviehbetrieb im Ort. Diera und Zehren schlossen sich zum 1. Januar 1999 zu Diera-Zehren zusammen, seitdem ist Seebschütz ein Ortsteil dieser Gemeinde.

### Entwicklung der Einwohnerzahl
| Jahr | Einwohnerzahl                |
| ---- | ---------------------------- |
| 1551 | 6 besessene Mann, 8 Inwohner |
| 1764 | 5 besessene Mann             |
| 1834 | 61                           |
| 1871 | 77                           |
| 1890 | 64                           |
| 1910 | 53                           |
| 1925 | 58                           |
| 2011 | 23                           |

## Persönlichkeiten
- Max Andrä (* 21. Oktober 1866 in Seebschütz; † 7. November 1946 in Seebschütz), Museologe und Bodendenkmalpfleger[9]